# Thatta
Thatta, Tatta o Thatto (urdú: ٹھٹہ, sindi: ٺٽو) és una ciutat històrica de 22.000 habitants al Sind (Pakistan) prop del llac Keenjhar, els monuments de la qual estan declarats Patrimoni de la Humanitat. Està relativament propera a Karachi (uns 70 km) a 24° 45′ N, 67° 58′ E / 24.750°N,67.967°E. La població estimada varia molt segons les fonts, i se situa entre 22.000 (per exemple a les diferents wikipèdies) i 75.000. És la capital del districte de Thatta.

## Història
Es creu que correspon al lloc de l'antiga Patala. La ciutat tenia més importància o menys segons el curs canviant de l'Indus; quan estava prop del curs tenia importància però la perdia quan es desviava. Ibn Battuta va baixar per l'Indus en vaixell i no l'esmenta però sembla que a aquesta època (vers 1333/1334) existia. El 1351 va morir prop del lloc de la ciutat el sultà Muhammad ibn Tughluq. Fou capital dels jams sammes del Baix Sind des del segle xiv fins al segle xvi, quan va quedar separada de l'Indus només pel turó Makli; després va estar en mans dels arghuns i els seus descendents els tarkhans (segle xvi, fou saquejada pels portuguesos el 1555), mongols (des de 1595 formant part de la suba de Multan del 1612 al 1737 que va tenir 58 governadors) i kalhores (segle XVIII des de 1737).
La Companyia Britànica de les Índies Orientals hi va tenir una factoria al segle xvii. El capità Alexandre Hamiltons el 1699 diu que estava a 3 km del riu (al que estava unit per una xarxa de canals) i diu que era el centre comercial del Sind. Posteriorment va entrar en decadència a causa d'algunes epidèmies i sequeres. Els kalhores van instal·lar la seva capital fora i això li va fer perdre importància. El 1742 Nadir Shah hi va passar amb el seu exèrcit. Del 1772 al 1775 la Companyia Britànica de les Índies Orientals va obrir altre cop la factoria que havia tancat feia uns 70 anys, però no va prosperar; un darrer intent sense èxit es va fer el 1799.
El 1831 Alexander Burnes creia que tenia una població d'unes 5000 persones i menys de 40 mercaders. Va passar als britànics el 1843. Sota domini britànic fou capçalera d'una subdivisió i una taluka del districte de Karachi. La subdivisió estava formada per les talukes de Karachi, Tatta, Mirpur Sakro i Ghorabari. La taluka mesurava 3.364 km² i tenia una població el 1901 de 41.745 habitants. La ciutat de Thatta tenia aleshores 10.783 habitants el 1901 i era coneguda com a Tatta, Thatta, Thatto i Nagar Thato. La municipalitat fou establerta el 1854.

## Llocs interessants
- Jama Majid o mesquita Shah Jahan de vers 1647-1649
- Tombes del Jam Nizamuddin, Satihoo, els germans Sumro (1461-1509), diversos sobirans arghuns tarkhans especialment Jan Beg Tarkhan, i oficials mogols.
- Necropòlis de Makli.